# 姚忠琪
姚忠琪（1987年3月21日—），台灣女子籃球運動員。前WSBL艾柏斯女子籃球隊隊員，高中時期就讀女籃名校海山高中主打前鋒位置。其大學就讀於輔仁大學，曾效力於中華電信女子籃球隊，休息一年之後再投入新成立的球隊艾柏斯籃球隊。

## 經歷
- 高雄市立七賢國中籃球隊
- 新北市立海山高級中學籃球隊
- 輔仁大學籃球隊
- 中華電信籃球隊
- 艾柏斯籃球隊

## 現任
- 摩斯漢堡區經理